# 小行星7403
小行星7403（7403 Choustník）是一颗绕太阳运转的小行星，为主小行星带小行星。该小行星于1988年1月14日发现。

## 轨道参数
小行星7403的轨道半长轴为2.7213955 UA，离心率为0.273。